# Municipio de East Penn
El municipio de East Penn (en inglés: East Penn Township) es un municipio ubicado en el condado de Carbon en el estado estadounidense de Pensilvania. En el año 2000 tenía una población de 2.461 habitantes y una densidad poblacional de 42.4 personas por km².

## Geografía
El municipio de East Penn se encuentra ubicado en las coordenadas 40°44′30″N 75°45′05″O / 40.74167, -75.75139.

## Demografía
Según la Oficina del Censo en 2000 los ingresos medios por hogar en la localidad eran de $42,147 y los ingresos medios por familia eran $47,446. Los hombres tenían unos ingresos medios de $32,297 frente a los $20,459 para las mujeres. La renta per cápita para la localidad era de $17,545. Alrededor del 3,4% de la población estaban por debajo del umbral de pobreza.